# Natasha Aguilar
Natasha Aguilar Komisarova (San José, 2 de junio de 1970-Sabana Sur, 1 de enero de 2016), fue una nadadora costarricense.
Inició su carrera deportiva en el Tenis Club y logró su hazaña con el Club Cariari. Aguilar Komisarova fue medallista de plata y bronce en Juegos Panamericanos de Indianápolis en 1987 en los relevos 4 por 200 y 4 por 100 estilo libre así como atleta en los Juegos Olímpicos de Seúl en 1988. Falleció el 1 de enero de 2016 a los 45 años.